# Fernand Torche

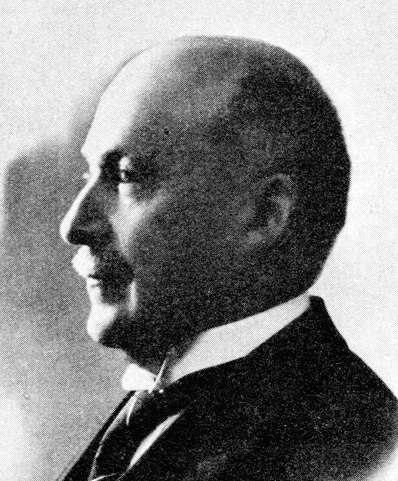
Fernand Torche

Fernand Torche (* 28. Juni 1866 in Cheiry; † 29. April 1937 in Estavayer-le-Lac; heimatberechtigt in Cheiry und Estavayer-le-Lac) war ein Schweizer Politiker.

## Leben
Fernand Torche wurde als Sohn des Landwirts und Kantonsförsters Philippe Torche und der Louise Philomène Nicolet geboren. Er heiratete 1893 Marie Joséphine Butty.
Nach dem Besuch des Kollegiums St. Michael studierte Torche Rechtswissenschaften an der Universität Freiburg und schloss seine Studien 1891 mit dem Lizentiat ab. 1892 wurde er Beamter in Estavayer-le-Lac, wo er für Hypotheken zuständig war. Im gleichen Jahr wurde er zum Präsidenten des Bezirksgerichts Broye ernannt, ein Amt, das er bis 1910 innehatte. Zwischen 1898 und 1909 war er ausserdem als Notar in Estavayer-le-Lac tätig. Torche gehörte als Katholisch-Konservativer von 1896 bis 1934 dem Freiburger Grossrat an, dessen Präsident er im Jahr 1930 wurde. Von 1909 bis 1916 übernahm er als Staatsrat die Direktion des Innern und der Landwirtschaft. Auf nationaler Ebene sass er, als Nachfolger von Eugène Deschenaux von 1919 bis 1922 sowie von 1925 bis 1931 im Nationalrat.
Neben seiner politischen Laufbahn war Torche auch wirtschaftlich aktiv. Von 1916 bis 1934 war er Direktor des Crédit agricole et industriel de la Broye. Dank seinen Finanzkenntnissen leistete er den Landwirten des Bezirks grosse Dienste.